# Från Sverige

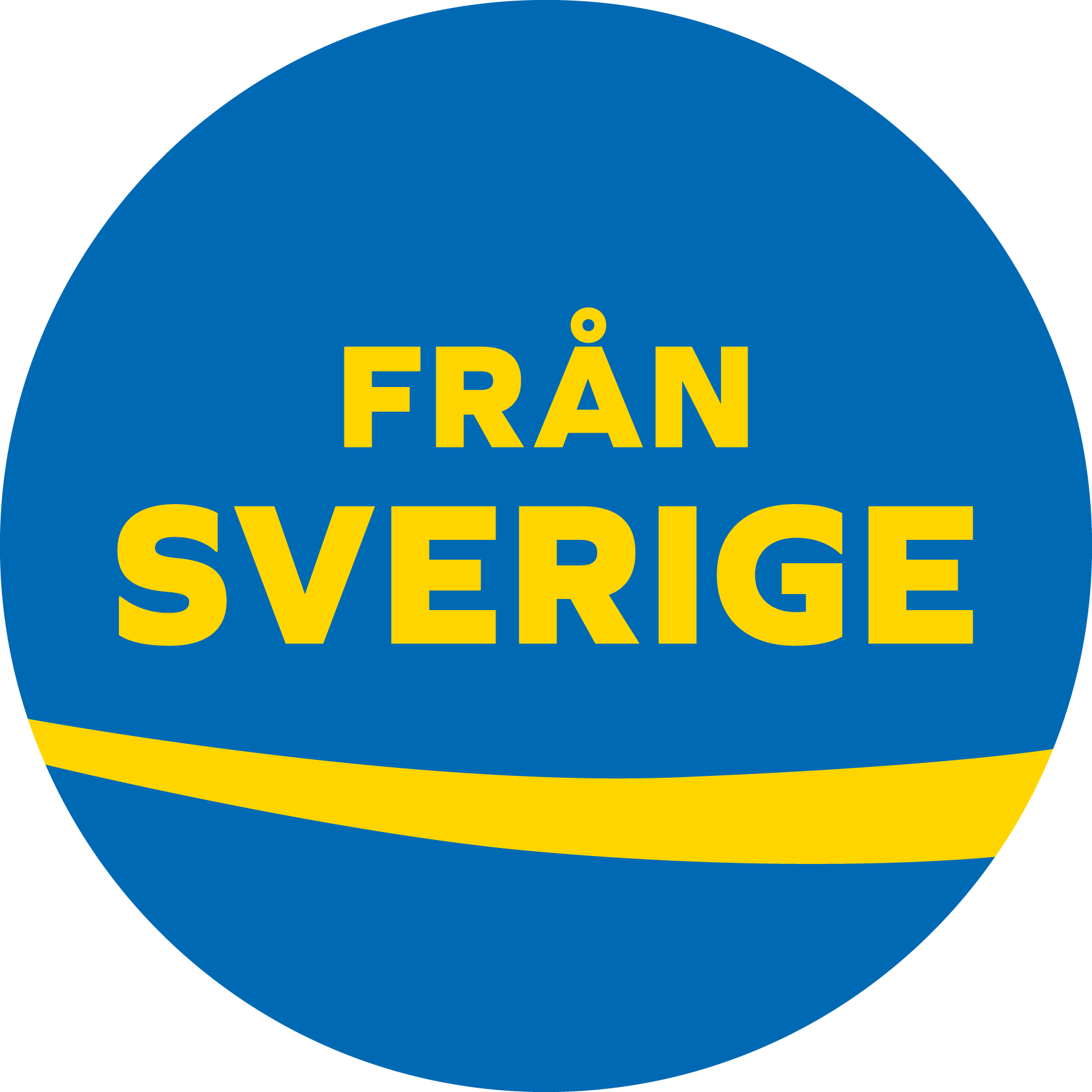

Från Sverige är en ursprungsmärkning för livsmedel, råvaror och växter som är producerade i Sverige. Märkningen är inte lagstadgad utan är en frivillig ursprungsmärkning som företag kan använda på de produkter som uppfyller kraven för märkningen. Det finns tre märken; “Från Sverige” och de två förtydligande märkena “Kött från Sverige” och “Mjölk från Sverige”. 
Ursprungsmärkningen lanserades 20 april 2016 för att göra det enklare för konsumenterna att göra medvetna val av svenska produkter, och de första märkta produkterna kunde samma dag köpas i dagligvaruhandelns mejeridiskar. 
Företag ansöker hos Svenskmärkning AB om att få använda märkningen och varje produkt godkänns innan den får bära märket. Stickprovsrevisioner görs av fristående certifieringsorgan för att se till att regelverket följs.
Svenskmärkning AB ägs av Livsmedelsföretagen, Svensk Dagligvaruhandel och Lantbrukarnas Riksförbund (LRF).
Ursprungsmärkningen Från Sverige har fem kriterier: 
- Alla djur är födda, uppfödda och slaktade i Sverige
- Odling har skett i Sverige
- Både förädling och packning har gjorts i Sverige
- Minst 75% ska vara svenskt i en sammansatta produkt för att få märkas. Exempel på sammansatta produkter är ost, müsli, leverpastej, korv, fruktyoghurt eller en kaka med choklad.
- I sammansatta produkter är kött, ägg, fisk, skaldjur, fågel och mjölk alltid 100% svenskt.